# Túnel do Tamisa

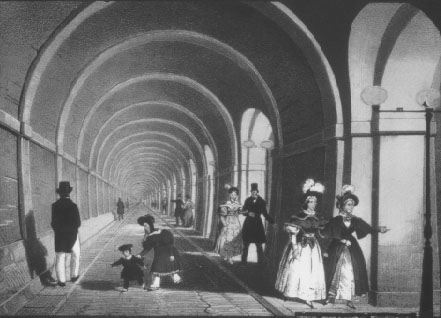
Interior do túnel, meados do século XIX

O Túnel do Tamisa é um túnel pedonal construído sob o rio Tâmisa, em Londres, conectando Rotherhithe e Wapping.
Mede 35 pés (11 metros) de largura por 20 pés (6 metros) de altura, e  1300 pés (396 metros) de comprimento. Localiza-se a uma profundidade de 75 pés (23 metros) abaixo da superfície do rio (medido na maré alta).